# كلية مجتمع العلوم المهنية والتطبيقية
الكلية الجامعية للعلوم التطبيقية مؤسسة تعليمية فلسطينية أسسّست عام 1998 في مدينة غزة ، وهي مؤسسة أكاديمية عامة تمنح درجة الدبلوم المتوسط وتُعتبر من أكبر الكليات التقنية في فلسطين، حيث أنّه بلغ عدد طلابها (7900 )طالب وطالبة وتطورت النشأة لتصبح عام (2007) من كلية تمنح شهادة الدبلوم المتوسط إلى (كلية جامعية) تمنح درجتي البكالوريوس لنحو (7 ) تخصّصات في مختلف المجالات.